# Класификација делатности
Класификација делатности служи као алат разврставања јединица према економској делатности. Основни циљ је да се обезбеди скуп категорија које се могу користити за планирање статистичких истраживања, прикупљање и обраду података, презентирање и анализе статистичких резултата према делатностима.
У информационом систему државе класификација делатности у различитим базама података, регистрима и евиденцијама државних органа и организација, служи као стандард за евидентирање економских субјеката према делатности коју обављају.
Класификација делатности не прави разлику између типа власништва над производном јединицом или врсте правне организације јединице или начина финансирања, због тога што ти критеријуми нису релевантни за карактеристике делатности. Јединице које су ангажоване у истој врсти економске делатности разврставају се у исту категорију КД (2010), независно од правне (организационе) форме, тј. јесу ли привредно друштво (правно лице) или његов део, приватни предузетник или припадају државном сектору, независно од тога да ли је матично предузеће страни ентитет и да ли се јединица састоји из више локалних јединица.
У Републици Србији, у оквиру процеса усклађивања са стандардима Европске уније, односно стандардима Европског статистичког система, усвојена је Класификација делатности. На основу Закона о класификацији делатности („Службени гласник РС“, бр. 104/09), Влада Републике Србије Уредбом од 29. јула 2010. године („Службени гласник РС“, бр. 54/10) прописала је КД (2010). Уредба садржи детаљне описе обухвата сваке категорије класификације, укључујући и спискове производа или услуга који не припадају одређеној категорији.
Класификација делатности КД (2010) је, без икаквих измена, преузета стандардна класификација делатности ЕУ – NACE Rev. 2 (Уредба Европског парламента и Савета бр. 1893/2006) која је у ЕУ ступила на снагу 1. јануара 2008. године.
Класификација делатности је хијерархијска класификација и чини је четири нивоа, почев од највишег:
- сектор,
- област,
- грана,
- група.

Списак сектора:
| - Пољопривреда, шумарство и рибарство - Рударство - Прерађивачка индустрија - Снабдевање електричном енергијом, гасом, паром и климатизација - Снабдевање водом; управљање отпадним водама, контролисање процеса уклањања отпада и сличне активности - Грађевинарство - Трговина на велико и трговина на мало; поправка моторних возила и мотоцикала - Саобраћај и складиштење - Услуге смештаја и исхране - Информисање и комуникације - Финансијске делатности и делатност осигурања | - Пословање некретнинама - Стручне, научне, иновационе и техничке делатности - Административне и помоћне услужне делатности - Државна управа и одбрана; Обавезно социјално осигурање - Образовање - Здравствена и социјална заштита - Уметност; Забава и рекреација - Остале услужне делатности - Делатност домаћинстава као послодавца; Делатност домаћинстава која производе робу и услуге за сопствене потребе - Делатност екстериторијалних организација и тела |

## Списак делатности

### Пољопривреда, шумарство и рибарство
- Сектор A - Пољопривреда, шумарство и рибарство
  - Област 01 - Пољопривредна производња, лов и пратеће услужне делатности
    - Грана 01.1 - Гајење једногодишњих и двогодишњих биљака
      - 01.11 - Гајење жита (осим пиринча), легуминоза и уљарица
      - 01.12- Гајење пиринча
      - 01.13 - Гајење поврћа, бостана, коренастих и кртоластих биљака
      - 01.14 - Гајење шећерне трске
      - 01.15 - Гајење дувана
      - 01.16 - Гајење биљака за производњу влакана
      - 01.19 - Гајење осталих једногодишњих и двогодишњих биљака

    - Грана 01.2 - Гајење вишегодишњих биљака
      - 01.21 - Гајење грожђа
      - 01.22 - Гајење тропског и суптропског воћа
      - 01.23 - Гајење агрума
      - 01.24 - Гајење јабучастог и коштичавог воћа
      - 01.25 - Гајење осталог дрвенастог, жбунастог и језграстог воћа
      - 01.26 - Гајење уљних плодова
      - 01.27 - Гајење биљака за припремање напитака
      - 01.28 - Гајење зачинског, ароматичног и лековитог биља
      - 01.29 - Гајење осталих вишегодишњих биљака

    - Грана 01.3 - Гајење садног материјала
      - 01.30 - Гајење садног материјала

    - Грана 01.4 - Узгој животиња
      - 01.41 - Узгој музних крава
      - 01.42 - Узгој других говеда и бивола
      - 01.43 - Узгој коња и других копитара
      - 01.44 - Узгој камила и лама
      - 01.45 - Узгој оваца и коза
      - 01.46 - Узгој свиња
      - 01.47 - Узгој живине
      - 01.49 - Узгој осталих животиња

    - Грана 01.5 - Мешовита пољопривредна производња
      - 01.50 - Мешовита пољопривредна производња

    - Грана 01.6 - Услужне делатности у пољопривреди и делатности после жетве
      - 01.61 - Услужне делатности у гајењу усева и засада
      - 01.62 - Помоћне делатности у узгоју животиња
      - 01.63 - Активности после жетве
      - 01.64 - Дорада семена

    - Грана 01.7 - Лов, траперство и одговарајуће услужне делатности
      - 01.70 - Лов, траперство и одговарајуће услужне делатности

  - Област 02 - Шумарство и сеча дрвећа
    - Грана 02.1 - Гајење шума и остале шумарске делатности
      - 02.10 - Гајење шума и остале шумарске делатности

    - Грана 02.2 - Сеча дрвећа
      - 02.20 - Сеча дрвећа

    - Грана 02.3 - Сакупљање шумских плодова
      - 02.30 - Сакупљање шумских плодова

    - Грана 02.4 - Услужне делатности у вези са шумарством
      - 02.40 - Услужне делатности у вези са шумарством

  - Област 03 - Рибарство и аквакултуре
    - Грана 03.1 - Риболов
      - 03.11 - Морски риболов
      - 03.12 - Слатководни риболов

    - Грана 03.2 - Аквакултуре
      - 03.21 - Морске аквакултуре
      - 03.22 - Слатководне аквакултуре

### Рударство
- Сектор B - Рударство
  - Област 05 - Експлоатација угља
    - Грана 05.1 - Експлоатација каменог угља и антрацита
      - 05.10 - Експлоатација каменог угља и антрацита

    - Грана 05.2 - Експлоатација лигнита и мрког угља
      - 05.20 - Експлоатација лигнита и мрког угља

  - Област 06 - Експлоатација сирове нафте и природног гаса
    - Грана 06.1 - Експлоатација сирове нафте
      - 06.10 - Експлоатација сирове нафте

    - Грана 06.2 - Вађење природног гаса
      - 06.20 - Експлоатација природног гаса

  - Област 07 - Експлоатација руда метала
    - Грана 07.1 - Експлоатација руда гвожђа
      - 07.10 - Експлоатација руда гвожђа

    - Грана 07.2 - Експлоатација осталих руда метала
      - 07.21 - Експлоатација руда урана и торијума
      - 07.29 - Експлоатација руда осталих црних, обојених, племенитих и других метала

  - Област 08 - Остало рударство
    - Грана 08.1 - Експлоатација камена, песка, глине и других сировина за грађевинске материјале
      - 08.11 - Експлоатација грађевинског и украсног камена, кречњака, гипса, креде
      - 08.12 - Експлоатација шљунка, песка, глине и каолина

    - Грана 08.9 - Експлоатација осталих руда и камена
      - 08.91 - Експлоатација минерала, производња минералних ђубрива и хемикалија
      - 08.92 - Експлоатација тресета
      - 08.93 - Експлоатација натријум-хлорида
      - 08.99 - Експлоатација осталих неметаличних руда и минерала

  - Област 09 - Услужне делатности у рударству и геолошким истраживањима
    - Грана 09.1 - Услужне делатности у вези са истраживањем и експлоатацијом нафте и гаса
      - 09.10 - Услужне делатности у вези са истраживањем и експлоатацијом нафте и гаса
      - 09.9 - Услужне делатности у вези са истраживањем и експлоатацијом осталих руда
      - 09.90 - Услужне делатности у вези са истраживањем и експлоатацијом осталих руда

### Прерађивачка индустрија
- Сектор C - Прерађивачка индустрија
  - Област 10 - Производња прехрамбених производа
    - Грана 10.1 - Прерада и конзервисање меса и производа од меса
      - 10.11 - Прерада и конзервисање меса
      - 10.12 - Прерада и конзервисање живинског меса
      - 10.13 - Производња месних прерађевина

    - Грана 10.2 - Прерада и конзервисање рибе, љускара и мекушаца
      - 10.20 - Прерада и конзервисање рибе, љускара и мекушаца

    - Грана 10.3 - Прерада и конзервисање воћа и поврћа
      - 10.31 - Прерада и конзервисање кромпира
      - 10.32 - Производња сокова од воћа и поврћа
      - 10.39 - Остала прерада и конзервисање воћа и поврћа

    - Грана 10.4 - Производња биљних и животињских уља и масти
      - 10.41 - Производња уља и масти
      - 10.42 - Производња маргарина и сличних јестивих масти

    - Грана 10.5 - Производња млечних производа
      - 10.51 - Прерада млека и производња сирева
      - 01.45 - производњу замена за млеко, сир и сл., дел. 10.89
      - 10.52 - Производња сладоледа

    - Грана 10.6 - Производња млинских производа, скроба и скробних производа 
      - 10.61 - Производња млинских производа
      - 10.62 - Производња скроба и скробних производа

    - Грана 10.7 - Производња пекарских производа и тестенине 
      - 10.71 - Производња хлеба, свежег пецива и колача
      - 10.72 - Производња двопека, кекса, трајног пецива и колача
      - 10.73 - Производња макарона, резанаца и сличних производа од брашна

    - Грана 10.8 - Производња осталих прехрамбених производа
      - 10.81 - Производња шећера
      - 10.82 - Производња какаоа, чоколаде и кондиторских производа
      - 10.83 - Прерада чаја и кафе
      - 10.84 - Производња зачина и других додатака храни
      - 10.85 - Производња готових јела
      - 10.86 - Производња хомогенизованих хранљивих препарата и дијететске хране
      - 10.89 - Производња осталих прехрамбених производа

    - Грана 10.9 - Производња готове хране за животиње
      - 10.91 - Производња готове хране за домаће животиње
      - 10.92 - Производња готове хране за кућне љубимце

  - Област 11 - Производња пића
    - Грана 11.0 - Производња пића
      - 11.01 - Дестилација, пречишћавање и мешање пића
      - 11.02 - Производња вина од грожђа
      - 11.03 - Производња пића и осталих воћних вина
      - 11.04 - Производња осталих недестилованих ферментисаних пића
      - 11.05 - Производња пива
      - 11.06 - Производња слада
      - 11.07 - Производња освежавајућих пића, минералне воде и остале флаширане воде

  - Област 12 - Производња дуванских производа
    - Грана 12.0 - Производња дуванских производа
      - 12.00 - Производња дуванских производа

  - Област 13 - Производња текстила
    - Грана 13.1 - Припрема и предење текстилних влакана
      - 13.10 - Припрема и предење текстилних влакана

    - Грана 13.2 - Производња тканина
      - 13.20 - Производња тканина

    - Грана 13.3 - Довршавање текстила
      - 13.30 - Довршавање текстила

    - Грана 13.9 - Производња осталог текстила
      - 13.91 - Производња плетених и кукичаних материјала
      - 13.92 - Производња готових текстилних производа, осим одеће
      - 13.93 - Производња тепиха и прекривача за под
      - 13.94 - Производња ужади, канапа, плетеница и мрежа
      - 13.95 - Производња нетканог текстила и предмета од њега, осим одеће
      - 13.96 - Производња осталог техничког и индустријског текстила
      - 13.99 - Производња осталих текстилних предмета

  - Област 14 - Производња одевних предмета
    - Грана 14.1 - Производња одеће, осим крзнене
      - 14.11 - Производња кожне одеће
      - 14.12 - Производња радне одеће
      - 14.13 - Производња остале одеће
      - 14.14 - Производња рубља
      - 14.19 - Производња осталих одевних предмета и прибора

    - Грана 14.2 - Производња производа од крзна
      - 14.20 - Производња производа од крзна

    - Грана 14.3 - Производња плетене и кукичане одеће
      - 14.31 - Производња плетене и кукичане одеће
      - 14.39 - Производња остале плетене и кукичане одеће

  - Област 15 - Производња коже и предмета од коже
    - Грана 15.1 - Штављење и дорада коже; производња путничких и ручних торби и каишева; дорада и бојење крзна
      - 15.11 - Штављење и дорада коже; дорада и бојење крзна
      - 15.12 - Производња путних и ручних торби и сл., сарачких производа и каишева

    - Грана 15.2 - Производња обуће
      - 15.20 - Производња обуће

  - Област 16 - Прерада дрвета и производи од дрвета, плуте, сламе и прућа, осим намештаја
    - Грана 16.1 - Резање и обрада дрвета
      - 16.10 - Резање и обрада дрвета

    - Грана 16.2 - Производња производа од дрвета, плуте, прућа и сламе
      - 16.21 - Производња фурнира и плоча од дрвета
      - 16.22 - Производња паркета
      - 16.23 - Производња остале грађевинске столарије и елемената
      - 16.24 - Производња дрвне амбалаже
      - 16.29 - Производња осталих производа од дрвета, плуте, сламе и прућа

  - Област 17 - Производња папира и производа од папира
    - Грана 17.1 - Производња целулозе, папира и картона
      - 17.11 - Производња влакана целулозе
      - 17.12 - Производња папира и картона

    - Грана 17.2 - Производња предмета од папира и картона
      - 17.21 - Производња таласастог папира и картона и амбалаже од папира и картона
      - 17.22 - Производња предмета од папира за личну употребу и употребу у домаћинству
      - 17.23 - Производња канцеларијских предмета од папира
      - 17.24 - Производња тапета
      - 17.29 - Производња осталих производа од папира и картона

  - Област 18 - Штампање и умножавање аудио и видео-записа
    - Грана 18.1 - Штампање и штампарске услуге
      - 18.11 - Штампање новина
      - 18.12 - Остало штампање
      - 18.13 - Услуге припреме за штампу
      - 18.14 - Књиговезачке и сродне услуге

    - Грана 18.2 - Умножавање снимљених записа
      - 18.20 - Умножавање снимљених записа

  - Област 19 - Производња кокса и деривата нафте
    - Грана 19.1 - Производња продуката коксовања
      - 19.10 - Производња продуката коксовања

    - Грана 19.2 - Производња деривата нафте
      - 19.20 - Производња деривата нафте

  - Област 20 - Производња хемикалија и хемијских производа
    - Грана 20.1 - Производња основних хемикалија, вештачких ђубрива и азотних једињења, пластичних и синтетичких маса
      - 20.11 - Производња индустријских гасова
      - 20.12 - Производња средстава за припремање боја и пигмената
      - 20.13 - Производња осталих основних неорганских хемикалија
      - 20.14 - Производња осталих основних органских хемикалија
      - 20.15 - Производња вештачких ђубрива и азотних једињења
      - 20.16 - Производња пластичних маса у примарним облицима
      - 20.17 - Производња синтетичког каучука у примарним облицима

    - Грана 20.2 - Производња пестицида и хемикалија за пољопривреду
      - 20.20 - Производња пестицида и хемикалија за пољопривреду

    - Грана 20.3 - Производња боја, лакова и сличних премаза, графичких боја и китова
      - 20.30 - Производња боја, лакова и сличних премаза, графичких боја и китова

    - Грана 20.4 - Производња детерџената, сапуна других средстава за чишћење, полирање, парфема и тоалетних препарата
      - 20.41 - Производња детерџената, сапуна средстава за чишћење и полирање
      - 20.42 - Производња парфема и тоалетних препарата

    - Грана 20.5 - Производња осталих хемијских производа
      - 20.51 - Производња експлозива
      - 20.52 - Производња средстава за лепљење
      - 20.53 - Производња етеричних уља
      - 20.59 - Производња осталих хемијских производа

    - Грана 20.6 - Производња вештачких влакана
      - 20.60 - Производња вештачких влакана

  - Област 21 - Производња основних фармацеутских производа и препарата
    - Грана 21.1 - Производња основних фармацеутских производа
      - 21.10 - Производња основних фармацеутских производа

    - Грана 21.2 - Производња фармацеутских препарата
      - 21.20 - Производња фармацеутских препарата

  - Област 22 - Производња производа од гуме и пластике
    - Грана 22.1 - Производња производа од гуме
      - 22.11 - Производња гума за возила, протектирање гума за возила
      - 22.19 - Производња осталих производа од гуме

    - Грана 22.2 - Производња производа од пластике
      - 22.21 - Производња плоча, листова, цеви и профила од пластике
      - 22.22 - Производња амбалаже од пластике
      - 22.23 - Производња предмета од пластике за грађевинарство
      - 22.29 - Производња осталих производа од пластике

  - Област 23 - Производња производа од осталих неметалних минерала
    - Грана 23.1 - Производња стакла и производа од стакла
      - 23.11 - Производња равног стакла
      - 23.12 - Обликовање и обрада равног стакла
      - 23.13 - Производња шупљег стакла
      - 23.14 - Производња стаклених влакана
      - 23.19 - Производња и обрада осталог стакла, укључујући техничке стаклене производе

    - Грана 23.2 - Производња ватросталних производа
      - 23.20 - Производња ватросталних производа

    - Грана 23.3 - Производња грађевинских материјала од глине
      - 23.31 - Производња керамичких плочица и плоча
      - 23.32 - Производња опеке, црепа и грађевинских производа од печене глине

    - Грана 23.4 - Производња осталих керамичких и порцеланских производа
      - 23.41 - Производња керамичких предмета за домаћинство и украсних предмета
      - 23.42 - Производња санитарних керамичких производа
      - 23.43 - Производња изолатора и изолационог прибора од керамике
      - 23.44 - Производња осталих техничких производа од керамике
      - 23.49 - Производња осталих керамичких производа

    - Грана 23.5 - Производња цемента, креча и гипса
      - 23.51 - Производња цемента
      - 23.52 - Производња креча и гипса

    - Грана 23.6 - Производња производа од бетона, цемента и гипса
      - 23.61 - Производња производа од бетона намењених за грађевинарство
      - 23.62 - Производња производа од гипса намењених за грађевинарство
      - 23.63 - Производња свежег бетона
      - 23.64 - Производња малтера
      - 23.65 - Производња производа од цемента с влакнима
      - 23.69 - Производња осталих производа од бетона, гипса и цемента

    - Грана 23.7 - Сечење, обликовање и обрада камена
      - 23.70 - Сечење, обликовање и обрада камена

    - Грана 23.9 - Производња брусних и осталих неметалних минералних производа
      - 23.91 - Производња брусних производа
      - 23.99 - Производња осталих производа од неметалних минерала

  - Област 24 - Производња основних метала
    - Грана 24.1 - Производња сировог гвожђа, челика и феролегура
      - 24.10 - Производња сировог гвожђа, челика и феролегура

    - Грана 24.2 - Производња челичних цеви, шупљих профила и фитинга
      - 24.20 - Производња челичних цеви, шупљих профила и фитинга
      - 24.3 - Производња осталих производа примарне прераде челика
      - 24.31 - Хладно ваљање шипки
      - 24.32 - Хладно ваљање пљоснатих производа
      - 24.33 - Хладно обликовање профила
      - 24.34 - Хладно вучење жице

    - Грана 24.4 - Производња племенитих и осталих обојених метала
      - 24.41 - Производња племенитих метала
      - 24.42 - Производња алуминијума
      - 24.43 - Производња олова, цинка и калаја
      - 24.44 - Производња бакра
      - 24.45 - Производња осталих обојених метала
      - 24.46 - Производња нуклеарног горива

    - Грана 24.5 - Ливење метала
      - 24.51 - Ливење гвожђа
      - 24.52 - Ливење челика
      - 24.53 - Ливење лаких метала
      - 24.54 - Ливење осталих обојених метала

  - Област 25 - Производња металних производа, осим машина и уређаја
    - Грана 25.1 - Производња металних конструкција
      - 25.11 - Производња металних конструкција и делова конструкција
      - 25.12 - Производња металних врата и прозора

    - Грана 25.2 - Производња металних цистерни, резервоара и контејнера
      - 25.21 - Производња котлова и радијатора за централно грејање
      - 25.29 - Производња осталих металних цистерни, резервоара и контејнера

    - Грана 25.3 - Производња парних котлова, осим котлова за централно грејање
      - 25.30 - Производња парних котлова, осим котлова за централно грејање

    - Грана 25.4 - Производња оружја и муниције
      - 25.40 - Производња оружја и муниције

    - Грана 25.5 - Ковање, пресовање, штанцовање и ваљање метала; металургија праха
      - 25.50 - Ковање, пресовање, штанцовање и ваљање метала; металургија праха

    - Грана 25.6 - Обрада и превлачење метала; машинска обрада метала
      - 25.61 - Обрада и превлачење метала
      - 25.62 - Машинска обрада метала

    - Грана 25.7 - Производња сечива, алата и металне робе опште намене
      - 25.71 - Производња сечива
      - 25.72 - Производња брава и окова
      - 25.73 - Производња алата

    - Грана 25.9 - Производња осталих металних производа
      - 25.91 - Производња челичних буради и сличне амбалаже
      - 25.92 - Производња амбалаже од лаких метала
      - 25.93 - Производња жичаних производа, ланаца и опруга
      - 25.94 - Производња везних елемената и вијчаних машинских производа
      - 25.99 - Производња осталих металних производа

  - Област 26 - Производња рачунара, електронских и оптичких производа
    - Грана 26.1 - Производња електронских елемената и плоча
      - 26.11 - Производња електронских елемената
      - 26.12 - Производња штампаних електронских плоча

    - Грана 26.2 - Производња рачунара и периферне опреме
      - 26.20 - Производња рачунара и периферне опреме

    - Грана 26.3 - Производња комуникационе опреме
      - 26.30 - Производња комуникационе опреме

    - Грана 26.4 - Производња електронских уређаја за широку потрошњу
      - 26.40 - Производња електронских уређаја за широку потрошњу

    - Грана 26.5 - Производња мерних, истраживачких и навигационих инструмената и апарата; производња сатова
      - 26.51 - Производња мерних, истраживачких и навигационих инструмената и апарата
      - 26.52 - Производња сатова

    - Грана 26.6 - Производња опреме за зрачење, електромедицинске и електротерапеутске опреме
      - 26.60 - Производња опреме за зрачење, електромедицинске и електротерапеутске опреме

    - Грана 26.7 - Производња оптичких инструмената и фотографске опреме
      - 26.70 - Производња оптичких инструмената и фотографске опреме

    - Грана 26.8 - Производња магнетних и оптичких носилаца записа
      - 26.80 - Производња магнетних и оптичких носилаца записа

  - Област 27 - Производња електричне опреме
    - Грана 27.1 - Производња електромотора, генератора, трансформатора и опреме за дистрибуцију електричне енергије
      - 27.11 - Производња електромотора, генератора и трансформатора
      - 27.12 - Производња опреме за дистрибуцију електричне енергије и опреме за управљање електричном енергијом

    - Грана 27.2 - Производња батерија и акумулатора
      - 27.20 - Производња батерија и акумулатора

    - Грана 27.3 - Производња жичане и кабловске опреме
      - 27.31 - Производња каблова од оптичких влакана
      - 27.32 - Производња осталих електронских и електричних проводника и каблова
      - 27.33 - Производња опреме за повезивање жица и каблова

    - Грана 27.4 - Производња опреме за осветљење
      - 27.40 - Производња опреме за осветљење

    - Грана 27.5 - Производња апарата за домаћинство
      - 27.51 - Производња електричних апарата за домаћинство
      - 27.52 - Производња неелектричних апарата за домаћинство

    - Грана 27.9 - Производња остале електричне опреме
      - 27.90 - Производња остале електричне опреме

  - Област 28 - Производња непоменутих машина и непоменуте опреме
    - Грана 28.1 - Производња машина опште намене
      - 28.11 - Производња мотора и турбина, осим за летелице и моторна возила
      - 28.12 - Производња хидрауличних погонских уређаја
      - 28.13 - Производња осталих пумпи и компресора
      - 28.14 - Производња осталих славина и вентила
      - 28.15 - Производња лежајева, зупчаника и зупчастих погонских елемената

    - Грана 28.2 - Производња осталих машина опште намене
      - 28.21 - Производња индустријских пећи и горионика
      - 28.22 - Производња опреме за подизање и преношење
      - 28.23 - Производња канцеларијских машина и опреме, осим рачунара и рачунарске опреме
      - 28.24 - Производња ручних погонских апарата са механизмима
      - 28.25 - Производња расхладне и вентилационе опреме, осим за домаћинство
      - 28.29 - Производња осталих машина и апарата опште намене

    - Грана 28.3 - Производња машина за пољопривреду и шумарство
      - 28.30 - Производња машина за пољопривреду и шумарство

    - Грана 28.4 - Производња машина за обраду метала и алатних машина
      - 28.41 - Производња машина за обраду метала
      - 28.49 - Производња осталих алатних машина

    - Грана 28.9 - Производња осталих машина за специјалне намене
      - 28.91 - Производња машина за металургију
      - 28.92 - Производња машина за руднике, каменоломе и грађевинарство
      - 28.93 - Производња машина за индустрију хране, пића и дувана
      - 28.94 - Производња машина за индустрију текстила, одеће и коже
      - 28.95 - Производња машина за индустрију папира и картона
      - 28.96 - Производња машина за израду пластике и гуме
      - 28.99 - Производња машина за остале специјалне намене

  - Област 29 - Производња моторних возила, приколица и полуприколица
    - Грана 29.1 - Производња моторних возила
      - 29.10 - Производња моторних возила

    - Грана 29.2 - Производња каросерија за моторна возила, приколице и полуприколице
      - 29.20 - Производња каросерија за моторна возила, приколице и полуприколице

    - Грана 29.3 - Производња делова и прибора за моторна возила и моторе за њих
      - 29.31 - Производња електричне и електронске опреме за моторна возила
      - 29.32 - Производња осталих делова и додатне опреме за моторна возила

  - Област 30 - Производња осталих саобраћајних средстава
    - Грана 30.1 - Изградња бродова и чамаца
      - 30.11 - Изградња бродова и пловних објеката
      - 30.12 - Израда чамаца за спорт и разоноду

    - Грана 30.2 - Производња локомотива и шинских возила
      - 30.20 - Производња локомотива и шинских возила

    - Грана 30.3 - Производња ваздушних и свемирских летелица и одговарајуће опреме
      - 30.30 - Производња ваздушних и свемирских летелица и одговарајуће опреме

    - Грана 30.4 - Производња борбених војних возила
      - 30.40 - Производња борбених војних возила

    - Грана 30.9 - Производња осталих транспортних средстава
      - 30.91 - Производња мотоцикала
      - 30.92 - Производња бицикала и инвалидских колица
      - 30.99 - Производња остале транспортне опреме

  - Област 31 - Производња намештаја
    - Грана 31.0 - Производња намештаја
      - 31.01 - Производња намештаја за пословне и продајне просторе
      - 31.02 - Производња кухињског намештаја
      - 31.03 - Производња мадраца
      - 31.09 - Производња осталог намештаја

  - Област 32 - Остале прерађивачке делатности
    - Грана 32.1 - Производња накита, бижутерије и сличних предмета
      - 32.11 - Ковање новца
      - 32.12 - Производња накита и сродних предмета
      - 32.13 - Производња имитације накита и сродних производа

    - Грана 32.2 - Производња музичких инструмената
      - 32.20 - Производња музичких инструмената

    - Грана 32.3 - Производња спортске опреме
      - 32.30 - Производња спортске опреме

    - Грана 32.4 - Производња игара и играчака
      - 32.40 - Производња игара и играчака

    - Грана 32.5 - Производња медицинских и стоматолошких инструмената и материјала
      - 32.50 - Производња медицинских и стоматолошких инструмената и материјала

    - Грана 32.9 - Остале прерађивачке делатности
      - 32.91 - Производња метли и четки
      - 32.99 - Производња осталих предмета

  - Област 33 - Поправка и монтажа машина и опреме
    - Грана 33.1 - Поправка и монтажа машина и опреме
      - 33.11 - Поправка металних производа
      - 33.12 - Поправка машина
      - 33.13 - Поправка електронске и оптичке опреме
      - 33.14 - Поправка електричне опреме
      - 33.15 - Поправка и одржавање бродова и чамаца
      - 33.16 - Поправка и одржавање летелица и свемирских летелица
      - 33.17 - Поправка и одржавање друге транспортне опреме
      - 33.19 - Поправка остале опреме

    - Грана 33.2 - Монтажа индустријских машина и опреме
      - 33.20 - Монтажа индустријских машина и опреме
      - 46.37 - Трговина на велико кафом, чајевима, какаом и зачинима

### Снабдевање електричном енергијом, гасом, парим и климатизација
- Сектор D - Снабдевање електричном енергијом, гасом, парим и климатизација
  - Област 35 - Производња, пренос и дистрибуција електричне енергије
    - Грана 35.1 - Производња, пренос и дистрибуција електричне енергије
      - 35.11 - Производња електричне енергије
      - 35.12 - Пренос електричне енергије
      - 35.13 - Дистрибуција електричне енергије
      - 35.14 - Трговина електричном енергијом

    - Грана 35.2 - Производња гаса и дистрибуција гасовитих горива гасоводима
      - 35.21 - Производња гаса
      - 35.22 - Дистрибуција гасовитих горива гасоводом
      - 35.23 - Трговина гасовитим горивима преко гасоводне мреже

    - Грана 35.3 - Снабдевање паром и климатизација
      - 35.30 - Снабдевање паром и климатизација

### Снабдевање водом; управљање отпадним водама, контролисање процеса уклањања отпада и сличне активности
- Сектор E - Снабдевање водом; управљање отпадним водама, контролисање процеса уклањања отпада и сличне активности
  - Област 36 - Скупљање, пречишћавање и дистрибуција воде
    - Грана 36.0 - Скупљање, пречишћавање и дистрибуција воде
      - 36.00 - Скупљање, пречишћавање и дистрибуција воде

  - Област 37 - Уклањање отпадних вода
    - Грана 37.0 - Уклањање отпадних вода
      - 37.00 - Уклањање отпадних вода

  - Област 38 - Сакупљање, третман и одлагање отпада; поновно искоришћавање отпадних материја
    - Грана 38.1 - Скупљање отпада
      - 38.11 - Скупљање отпада који није опасан
      - 38.12 - Скупљање опасног отпада

    - Грана 38.2 - Третман и одлагање отпада
      - 38.21 - Третман и одлагање отпада који није опасан
      - 38.22 - Третман и одлагање опасног отпада

    - Грана 38.3 - Поновна употреба материјала
      - 38.31 - Демонтажа олупина
      - 38.32 - Поновна употреба разврстаних материјала

  - Област 39 - Санација, рекултивација и друге услуге у области управљања отпадом
    - Грана 39.0 - Санација, рекултивација и дуге услуге у области управљања отпадом
      - 39.00 - Санација, рекултивација и дуге услуге у области управљања отпадом

### Грађевинарство
- Сектор F - Грађевинарство
  - Област 41 - Изградња зграда
    - Грана 41.1 - Разрада грађевинских пројеката
      - 41.10 - Разрада грађевинских пројеката

    - Грана 41.2 - Изградња стамбених и нестамбених зграда
      - 41.20 - Изградња стамбених и нестамбених зграда

  - Област 42 - Изградња осталих грађевина
    - Грана 42.1 - Изградња путева и железничких пруга
      - 42.11 - Изградња путева и ауто-путева
      - 42.12 - Изградња железничких пруга и подземних железница
      - 42.13 - Изградња мостова и тунела

    - Грана 42.2 - Изградња цевовода, електричних и комуникационих водова
      - 42.21 - Изградња цевовода
      - 42.22 - Изградња електричних и телекомуникационих водова

    - Грана 42.9 - Изградња осталих грађевина
      - 42.91 - Изградња хидротехничких објеката
      - 42.99 - Изградња осталих непоменутих грађевина

  - Област 43 - Специјализовани грађевински радови
    - Грана 43.1 - Рушење и припремање градилишта
      - 43.11 - Рушење објеката
      - 43.12 - Припремна градилишта
      - 43.13 - Испитивање терена бушењем и сондирањем

    - Грана 43.2 - Инсталациони радови у грађевинарству
      - 43.21 - Постављање електричних инсталација
      - 43.22 - Постављање водоводних, канализационих, грејних и климатизационих система
      - 43.29 - Остали инсталациони радови у грађевинарству

    - Грана 43.3 - Завршни грађевинско-занатски радови
      - 43.31 - Малтерисање
      - 43.32 - Уградња столарије
      - 43.33 - Постављање подних и зидних облога
      - 43.34 - Бојење и застакљивање
      - 43.39 - Остали завршни радови

    - Грана 43.9 - Остали специфични грађевински радови
      - 43.91 - Кровни радови
      - 43.99 - Остали непоменути специфични грађевински радови

### Трговина на велико и трговина на мало; поправка моторних возила и мотоцикала
- Сектор G - Трговина на велико и трговина на мало; поправка моторних возила и мотоцикала
  - Област 45 - Трговина на велико и трговина на мало и поправка моторних возила и мотоцикала
    - Грана 45.1 - Трговина моторним возилима
      - 45.11 - Трговина аутомобилима и лаким моторним возилима
      - 45.19- Трговина осталим моторним возилима

    - Грана 45.2 - Одржавање и поправка моторних возила
      - 45.20 - Одржавање и поправка моторних возила

    - Грана 45.3 - Трговина деловима и прибором за моторна возила
      - 45.31 - Трговина на велико деловима и опремом за моторна возила
      - 45.32 - Трговина на мало деловима и опремом за моторна возила

    - Грана 45.4 - Трговина мотоциклима, деловима и прибором, одржавање и поправка мотоцикала
      - 45.40 - Трговина мотоциклима, деловима и прибором, одржавање и поправка мотоцикала

  - Област 46 - Трговина на велико, осим трговине моторним возилима и мотоциклима
    - Грана 46.1 - Трговина на велико за накнаду
      - 46.11 - Посредовање у продаји пољопривредних сировина, животиња, текстилних сировина и полупроизвода
      - 46.12 - Посредовање у продаји горива, руда, метала и индустријских хемикалија
      - 46.13 - Посредовање у продаји дрвне грађе и грађевинског материјала
      - 46.14 - Посредовање у продаји машина, индустријске опреме, бродова и авиона
      - 46.15 - Посредовање у продаји намештаја, предмета за домаћинство и металне робе
      - 46.16 - Посредовање у продаји текстила, одеће, крзна, обуће и предмета од коже
      - 46.17 - Посредовање у продаји хране, пића и дувана
      - 46.18 - Специјализовано посредовање у продаји посебних производа
      - 46.19 - Посредовање у продаји разноврсних производа

    - Грана 46.2 - Трговина на велико пољопривредним сировинама и животињама
      - 46.21 - Трговина на велико житом, сировим дуваном, семењем и храном за животиње
      - 46.22 - Трговина на велико цвећем и садницама
      - 46.23 - Трговина на велико животињама
      - 46.24 - Трговина на велико сировом, недовршеном и довршеном кожом

    - Грана 46.3 - Трговина на велико храном, пићима и дуваном
      - 46.31 - Трговина на велико воћем и поврћем
      - 46.32 - Трговина на велико месом и производима од меса
      - 46.33 - Трговина на велико млечним производима, јајима и јестивим уљима и мастима
      - 46.34 - Трговина на велико пићима
      - 46.35 - Трговина на велико дуванским производима
      - 46.36 - Трговина на велико шећером, чоколадом и слаткишима
      - 46.37 - Трговина на велико кафом, чајевима, какаом и зачинима
      - 46.38 - Трговина на велико осталом храном, укључујући рибу, љускаре и мекушце
      - 46.39 - Неспецијализована трговина на велико храном, пићима и дуваном

    - Грана 46.4 - Трговина на велико предметима за домаћинство
      - 46.41 - Трговина на велико текстилом
      - 46.42 - Трговина на велико одећом и обућом
      - 46.43 - Трговина на велико електричним апаратима за домаћинство
      - 46.44 - Трговина на велико порцеланом, стакленом робом и средствима за чишћење
      - 46.45 - Трговина на велико парфимеријским и козметичким производима
      - 46.46 - Трговина на велико фармацеутским производима
      - 46.47 - Трговина на велико намештајем, теписима и опремом за осветљење
      - 46.48 - Трговина на велико сатовима и накитом
      - 46.49 - Трговина на велико осталим производима за домаћинство

    - Грана 46.5 - Трговина на велико информационо-комуникационом опремом
      - 46.51 - Трговина на велико рачунарима, рачунарском опремом и софтверима
      - 46.52 - Трговина на велико електронским и телекомуникационим деловима и опремом

    - Грана 46.6 - Трговина на велико осталим машинама, опремом и прибором
      - 46.61 - Трговина на велико пољопривредним машинама, опремом и прибором
      - 46.62 - Трговина на велико алатним машинама
      - 46.63 - Трговина на велико рударским и грађевинским машинама
      - 46.64 - Трговина на велико машинама за текстилну индустрију и машинама за шивење и плетење
      - 46.65 - Трговина на велико канцеларијским намештајем
      - 46.66 - Трговина на велико осталим канцеларијским машинама и опремом
      - 46.69 - Трговина на велико осталим машинама и опремом

    - Грана 46.7 - Остала специјализована трговина на велико
      - 46.71 - Трговина на велико чврстим, течним и гасовитим горивима и сличним производима
      - 46.72 - Трговина на велико металима и металним рудама
      - 46.73 - Трговина на велико дрветом, грађевинским материјалом и санитарном опремом
      - 46.74 - Трговина на велико металном робом, инсталационим материјалима, опремом и прибором за грејање
      - 46.75 - Трговина на велико хемијским производима
      - 46.76 - Трговина на велико осталим полупроизводима
      - 46.77 - Трговина на велико отпацима и остацима

    - Грана 46.7 - Остала специјализована трговина на велико
      - 46.71 - Трговина на велико чврстим, течним и гасовитим горивима и сличним производима
      - 46.72 - Трговина на велико металима и металним рудама
      - 46.73 - Трговина на велико дрветом, грађевинским материјалом и санитарном опремом
      - 46.74 - Трговина на велико металном робом, инсталационим материјалима, опремом и прибором за грејање
      - 46.75 - Трговина на велико хемијским производима
      - 46.76 - Трговина на велико осталим полупроизводима
      - 46.77 - Трговина на велико отпацима и остацима

    - Грана 46.7 - Остала специјализована трговина на велико
      - 46.71 - Трговина на велико чврстим, течним и гасовитим горивима и сличним производима
      - 46.72 - Трговина на велико металима и металним рудама
      - 46.73 - Трговина на велико дрветом, грађевинским материјалом и санитарном опремом
      - 46.74 - Трговина на велико металном робом, инсталационим материјалима, опремом и прибором за грејање
      - 46.75 - Трговина на велико хемијским производима
      - 46.76 - Трговина на велико осталим полупроизводима
      - 46.77 - Трговина на велико отпацима и остацима

    - Грана 46.9 - Неспецијализована трговина на велико
      - 46.90 - Неспецијализована трговина на велико

  - Област 47 - Трговина на мало, осим трговине моторним возилима и мотоциклима
    - Грана 47.1 - Трговина на мало у неспецијализованим продавницама
      - 47.11 - Трговина на мало у неспецијализованим продавницама, претежно храном, пићима и дуваном
      - 47.19 Остала трговина на мало у неспецијализованим продавницама

    - Грана 47.2 - Трговина на мало храном, пићима и дуваном у специјализованим продавницама 
      - 47.21 - Трговина на мало воћем и поврћем у специјализованим продавницама
      - 47.22 - Трговина на мало месом и производима од меса у специјализованим продавницама
      - 47.23 - Трговина на мало рибом, љускарима и мекушцима у специјализованим продавницама
      - 47.24 - Трговина на мало хлебом, тестенином, колачима и слаткишима у специјализованим продавницама
      - 47.25 - Трговина на мало пићима у специјализованим продавницама
      - 47.26 - Трговина на мало производима од дувана у специјализованим продавницама
      - 47.29 - Остала трговина на мало храном у специјализованим продавницама

    - Грана 47.3 - Трговина на мало моторним горивима у специјализованим продавницама
      - 47.30 - Трговина на мало моторним горивима у специјализованим продавницама

    - Грана 47.4 - Трговина на мало информационо-комуникационом опремом у специјализованим продавницама
      - 47.41 - Трговина на мало рачунарима, периферним јединицама и софтвером у специјализованим продавницама
      - 47.42 - Трговина на мало телекомуникационом опремом у специјализованим продавницама
      - 47.43 - Трговина на мало аудио и видео опремом у специјализованим продавницама

    - Грана 47.5 - Трговина на мало осталом опремом за домаћинство у специјализованим продавницама
      - 47.51 - Трговина на мало текстилом у специјализованим продавницама
      - 47.52 - Трговина на мало металном робом, бојама и стаклом у специјализованим продавницама
      - 47.53 - Трговина на мало теписима, зидним и подним облогама у специјализованим продавницама
      - 47.54 - Трговина на мало електричним апаратима за домаћинство у специјализованим продавницама
      - 47.59 - Трговина на мало намештајем, опремом за осветљење и осталим предметима за домаћинство у специјализованим продавницама

    - Грана 47.6 - Трговина на мало предметима за културу и рекреацију у специјализованим продавницама
      - 47.61 - Трговина на мало књигама у специјализованим продавницама
      - 47.62 - Трговина на мало новинама и канцеларијским материјалом у специјализованим продавницама
      - 47.63 - Трговина на мало музичким и видео-записима у специјализованим продавницама
      - 47.64 - Трговина на мало спортском опремом у специјализованим продавницама
      - 47.65 - Трговина на мало играма и играчкама у специјализованим продавницама

    - Грана 47.7 - Трговина на мало осталом робом у специјализованим продавницама
      - 47.71 - Трговина на мало одећом у специјализованим продавницама
      - 47.72 - Трговина на мало обућом и предметима од коже у специјализованим продавницама
      - 47.73 - Трговина на мало фармацеутским производима у специјализованим продавницама – апотекама
      - 47.74 - Трговина на мало медицинским и ортопедским помагалима у специјализованим продавницама
      - 47.75 - Трговина на мало козметичким и тоалетним производима у специјализованим продавницама
      - 47.76 - Трговина на мало цвећем, садницама, семењем, ђубривима, кућним љубимцима и храном за кућне љубимце у специјализованим продавницама
      - 47.77 - Трговина на мало сатовима и накитом у специјализованим продавницама
      - 47.78 - Остала трговина на мало новим производима у специјализованим продавницама
      - 47.79 - Трговина на мало половном робом у продавницама

    - Грана 47.8 - Трговина на мало на тезгама и пијацама
      - 47.81 - Трговина на мало храном, пићима и дуванским производима на тезгама и пијацама
      - 47.82 - Трговина на мало текстилом, одећом и обућом на тезгама и пијацама
      - 47.89 - Трговина на мало осталом робом на тезгама и пијацама

    - Грана 47.9 - Трговина на мало ван продавница, тезги и пијаца
      - 47.91 - Трговина на мало посредством поште или преко интернета
      - 47.99 - Остала трговина на мало изван продавница, тезги и пијаца

### Саобраћај и складиштење
- Сектор H - Саобраћај и складиштење
  - Област 49 - Копнени саобраћај и цевоводни транспорт
    - Грана 49.1 - Железнички превоз путника, даљински и регионални
      - 49.10 - Железнички превоз путника, даљински и регионални

    - Грана 49.2 - Железнички превоз терета
      - 49.20 - Железнички превоз терета

    - Грана 49.3 - Остали копнени превоз путника
      - 49.31 - Градски и приградски копнени превоз путника
      - 49.32 - Такси превоз
      - 49.39 - Остали превоз путника у копненом саобраћају

    - Грана 49.4 - Друмски превоз терета и услуге пресељења
      - 49.41 - Друмски превоз терета
      - 49.42 - Услуге пресељења

    - Грана 49.5 - Цевоводни транспорт
      - 49.50 - Цевоводни транспорт

  - Област 50 - Водени саобраћај
    - Грана 50.1 - Поморски и приобални превоз путника
      - 50.10 - Поморски и приобални превоз путника

    - Грана 50.2 - Поморски и приобални превоз терета
      - 50.20 - Поморски и приобални превоз терета

    - Грана 50.3 - Превоз путника унутрашњим пловним путевима
      - 50.30 - Превоз путника унутрашњим пловним путевима

    - Грана 50.4 - Превоз терета унутрашњим пловним путевима
      - 50.40 - Превоз терета унутрашњим пловним путевима

  - Област 51 - Ваздушни саобраћај
    - Грана 51.1 - Ваздушни превоз путника
      - 51.10 - Ваздушни превоз путника

    - Грана 51.2 - Ваздушни превоз терета и васионски саобраћај
      - 51.21 - Ваздушни превоз терета
      - 51.22 - Васионски саобраћај

  - Област 52 - Складиштење и пратеће активности у саобраћају
    - Грана 52.1 - Складиштење
      - 52.10 - Складиштење

    - Грана 52.2 - Пратеће активности у саобраћају
      - 52.21 - Услужне делатности у копненом саобраћају
      - 52.22 - Услужне делатности у воденом саобраћају
      - 52.23 - Услужне делатности у ваздушном саобраћају
      - 52.24 - Манипулација теретом
      - 52.29 - Остале пратеће делатности у саобраћају

  - Област 53 - Поштанске активности
    - Грана 53.1 - Поштанске активности јавног сервиса
      - 53.10 - Поштанске активности јавног сервиса

    - Грана 53.2 - Поштанске активности комерцијалног сервиса
      - 53.20 - Поштанске активности комерцијалног сервиса

### Услуге смештаја и исхране
- Сектор I - Услуге смештаја и исхране
  - Област 55 - Смештај
    - Грана 55.1 - Хотели и сличан смештај
      - 55.10 - Хотели и сличан смештај

    - Грана - 55.2 - Одмаралишта и слични објекти за краћи боравак
      - 55.20 - Одмаралишта и слични објекти за краћи боравак

    - Грана 55.3 - Делатност кампова, ауто-кампова и кампова за туристичке приколице
      - 55.30 - Делатност кампова, ауто-кампова и кампова за туристичке приколице

    - Грана 55.9 - Остали смештај
      - 55.90 - Остали смештај

  - Област 56 - Делатност припремања и послуживања хране и пића
    - Грана - 56.1 - Делатности ресторана и покретних угоститељских објекта
      - 56.10 - Делатности ресторана и покретних угоститељских објекта

    - Грана 56.2 - Кетеринг и остале услуге припремања и послуживања хране
      - 56.21 - Кетеринг
      - 56.29 - Остале услуге припремања и послуживања хране

    - Грана 56.3 - Услуге припремања и послуживања пића
      - 56.30 - Услуге припремања и послуживања пића

### Информисање и комуникације
- Сектор J - Информисање и комуникације
  - Област 58 - Издавачке делатности
    - Грана 58.1 - Издавање књига, часописа и друге издавачке делатности
      - 58.11 - Издавање књига
      - 58.12 - Издавање именика и адресара
      - 58.13 - Издавање новина
      - 58.14 - Издавање часописа и периодичних издања
      - 58.19 - Остала издавачка делатност

    - Грана 58.2 - Издавање софтвера
      - 58.21 - Издавање рачунарских игара
      - 58.29 - Издавање осталих софтвера

  - Област 59 - Кинематографска и телевизијска продукција, снимање звучних записа и издавање музичких записа
    - Грана 59.1 - Кинематографска и телевизијска продукција
      - 59.11 - Производња кинематографских дела, аудио-визуелних производа и телевизијског програма
      - 59.12 - Делатности које следе након фазе снимања у производњи кинематографских дела и телевизијског програма
      - 59.13 - Дистрибуција кинематографских дела, аудио-визуелних дела и телевизијског програма
      - 59.14 - Делатност приказивања кинематографских дела

    - Грана 59.2 - Снимање и издавање звучних записа и музике
      - 59.20 - Снимање и издавање звучних записа и музике

  - Област 60 - Програмске активности и емитовање
    - Грана 60.1 - Емитовање радио-програма
      - 60.10 - Емитовање радио-програма

    - Грана 60.2 - Производња и емитовање телевизијског програма
      - 60.20 - Производња и емитовање телевизијског програма

  - Област 61 - Телекомуникације
    - Грана 61.1 - Кабловске телекомуникације
      - 61.10 - Кабловске телекомуникације

    - Грана 61.2 - Бежичне телекомуникације
      - 61.20 - Бежичне телекомуникације

    - Грана 61.3 - Сателитске телекомуникације
      - 61.30 - Сателитске телекомуникације

    - Грана 61.9 - Остале телекомуникационе делатности
      - 61.90 - Остале телекомуникационе делатности

  - Област 62 - Рачунарско програмирање, консултантске и с тим повезане делатности
    - Грана 62.0 - Рачунарско програмирање, консултантске и с тим повезане делатности

Рачунарско програмирање, консултантске и с тим повезане делатности.
- -     -       - 62.01 - Рачунарско програмирање
      - 62.02 - Консултантске делатности у области информационе технологије
      - 62.03 - Управљање рачунарском опремом
      - 62.09 - Остале услуге информационе технологије

  - Област 63 - Информационе услужне делатности
    - Грана 63.1 - Обрада података, хостинг и с тим повезане делатности; веб-портали
      - 63.11 - Обрада података, хостинг и сл.
      - 63.12 - Веб портали

    - Грана 63.9 - Остале информационе услужне делатности
      - 63.91 - Делатности новинских агенција
      - 63.99 - Информационе услужне делатности на другом месту непоменуте

### Финансијске делатности и делатност осигурања
- Сектор K - Финансијске делатности и делатност осигурања

| - - Област 64 - Финансијске услуге, осим осигурања и пензијских фондова - Грана 64.1 - Монетарно посредовање - 64.11 - Централна банка - 64.19 - Остало монетарно посредовање - Грана 64.2 - Делатност холдинг компанија - 64.20 - Делатност холдинг компанија - Грана 64.3 - Поверенички фондови (трастови), инвестициони фондови и слични финансијски ентитети - 64.30 - Поверенички фондови (трастови), инвестициони фондови и слични финансијски ентитети - Грана 64.9 - Остале финансијске услуге, осим осигурања и пензијских фондова - 64.91 - Финансијски лизинг - 64.92 - Остале услуге кредитирања - 64.99 - Остале непоменуте финансијске услуге, осим осигурања и пензијских фондова - Област 65 - Осигурање, реосигурање и пензијски фондови, осим обавезног социјалног осигурања - Грана 65.1 - Осигурање - 65.11 - Животно осигурање - 65.12 - Неживотно осигурање | - - - Грана 65.2 - Реосигурање - 65.20 - Реосигурање - Грана 65.3 - Пензијски фондови - 65.30 - Пензијски фондови - Област 66 - Помоћне делатности у пружању финансијских услуга и осигурању - Грана 66.1 - Помоћне делатности у пружању финансијских услуга, осим осигурања и пензијских фондова - 66.11 - Финансијске и робне берзе - 66.12 - Брокерски послови с хартијама од вредности и берзанском робом - 66.19 - Остале помоћне делатности у пружању финансијских услуга, осим осигурања и пензијских фондова - Грана 66.2 - Помоћне делатности у осигурању и пензијским фондовима - 66.21 - Обрада одштетних захтева и процењивање ризика и штета - 66.22 - Делатност заступника и посредника у осигурању - 66.29 - Остале помоћне делатности у осигурању и пензијским фондовима - Грана 66.3 - Управљање фондовима - 66.30 - Управљање фондовима |

### Пословање некретнинама
- Сектор L - Пословање некретнинама
  - Област 68 - Пословање некретнинама
    - Грана 68.1 - Куповина и продаја властитих некретнина
      - 68.10 - Куповина и продаја властитих некретнина

    - Грана 68.2 - Изнајмљивање властитих или изнајмљених некретнина и управљање њима
      - 68.20 - Изнајмљивање властитих или изнајмљених некретнина и управљање њима

    - Грана 68.3 - Пословање некретнинама за накнаду
      - 68.31 - Делатност агенција за некретнине
      - 68.32 - Управљање некретнинама за накнаду

### Стручне, научне, иновационе и техничке делатности
- Сектор M - Стручне, научне, иновационе и техничке делатности
  - Област 69 - Правни и рачуноводствени послови
    - Грана 69.1 - Правни послови
      - 69.10 - Правни послови

    - Грана 69.2 - Рачуноводствени, књиговодствени и ревизорски послови; пореско саветовање
      - 69.20 - Рачуноводствени, књиговодствени и ревизорски послови; пореско саветовање

  - Област 70 - Управљачке делатности; саветовање у вези са управљањем
    - Грана 70.1 - Управљање економским субјектом
      - 70.10 - Управљање економским субјектом

    - Грана 70.2 - Менаџерски консултантски послови
      - 70.21 - Делатност комуникација и односа с јавношћу
      - 70.22 - Консултантске активности у вези с пословањем и осталим управљањем

  - Област 71 - Архитектонске и инжењерске делатности; инжењерско испитивање и анализе
    - Грана 71.1 - Архитектонске и инжењерске делатности и техничко саветовање
      - 71.11 - Архитектонска делатност
      - 71.12 - Инжењерске делатности и техничко саветовање

    - Грана 71.2 - Техничко испитивање и анализе
      - 71.20 - Техничко испитивање и анализе

  - Област 72 - Научно истраживање и развој
    - Грана 72.1 - Истраживање и експериментални развој у природним и техничко-технолошким наукама
      - 72.11 - Истраживање и експериментални развој у биотехнологији
      - 72.19 - Истраживање и развој у осталим природним и техничко-технолошким наукама

    - Грана 72.2 - Истраживање и развој у друштвеним и хуманистичким наукама
      - 72.20 - Истраживање и развој у друштвеним и хуманистичким наукама

  - Област 73 - Рекламирање и истраживање тржишта
    - Грана 73.1 - Рекламирање
      - 73.11 - Делатност рекламних агенција
      - 73.12 - Медијско представљање

    - Грана 73.2 - Истраживање тржишта и испитивање јавног мњења
      - 73.20 - Истраживање тржишта и испитивање јавног мњења

  - Област 74 - Остале стручне, научне и техничке делатности
    - Грана 74.1 - Специјализоване дизајнерске делатности
      - 74.10 - Специјализоване дизајнерске делатности

    - Грана 74.2 - Фотографске услуге
      - 74.20 - Фотографске услуге

    - Грана 74.3 - Превођење и услуге тумача
      - 74.30 Превођење и услуге тумача

    - Грана 74.9 - Остале стручне, научне и техничке делатности
      - 74.90 - Остале стручне, научне и техничке делатности

  - Област 75 - Ветеринарске делатности
    - Грана 75.0 - Ветеринарска делатност
      - 75.00 - Ветеринарска делатност

### Административне и помоћне услужне делатности
- Сектор N - Административне и помоћне услужне делатности
  - Област 77 - Изнајмљивање и лизинг
    - Грана 77.1 - Изнајмљивање и лизинг моторних возила
      - 77.11 - Изнајмљивање и лизинг аутомобила и лаких моторних возила
      - 77.12 - Изнајмљивање и лизинг камиона

    - Грана 77.2 - Изнајмљивање и лизинг предмета за личну употребу и употребу у домаћинству
      - 77.21 - Изнајмљивање и лизинг опреме за рекреацију и спорт
      - 77.22 - Изнајмљивање видео-касета и компакт-дискова
      - 77.29 - Изнајмљивање и лизинг осталих предмета за личну употребу и употребу у домаћинству

    - Грана 77.3 - Изнајмљивање и лизинг машина, опреме и материјалних добара
      - 77.31 - Изнајмљивање и лизинг пољопривредних машина и опреме
      - 77.32 - Изнајмљивање и лизинг машина и опреме за грађевинарство
      - 77.33 - Изнајмљивање и лизинг канцеларијских машина и канцеларијске опреме (укључујући рачунаре)
      - 77.34 - Изнајмљивање и лизинг опреме за водени транспорт
      - 77.35 - Изнајмљивање и лизинг опреме за ваздушни транспорт
      - 77.39 - Изнајмљивање и лизинг осталих машина, опреме и материјалних добара

    - Грана 77.4 - Лизинг интелектуалне својине и сличних производа, ауторских дела и предмета сродних права
      - 77.40 - Лизинг интелектуалне својине и сличних производа, ауторских дела и предмета сродних права

  - Област 78 - Делатности запошљавања
    - Грана 78.1 - Делатност агенција за запошљавање
      - 78.10 - Делатност агенција за запошљавање

    - Грана 78.2 - Делатност агенција за привремено запошљавање
      - 78.20 - Делатност агенција за привремено запошљавање

    - Грана 78.3 - Остало уступање људских ресурса
      - 78.30 - Остало уступање људских ресурса

  - Област 79 - Делатност путничких агенција, тур-оператора, услуге резервације и пратеће активности
    - Грана 79.1 - Делатност путничких агенција и тур-оператора
      - 79.11 - Делатност путничких агенција
      - 79.12 - Делатност тур-оператора

    - Грана 79.9 - Остале услуге резервације и делатности повезане с њима
      - 79.90 - Остале услуге резервације и делатности повезане с њима

  - Област 80 - Заштитне и истражне делатности
    - Грана 80.1 - Делатност приватног обезбеђења
      - 80.10 - Делатност приватног обезбеђења

    - Грана 80.2 - Услуге система обезбеђења
      - 80.20 - Услуге система обезбеђења

    - Грана 80.3 - Истражне делатности
      - 80.30 - Истражне делатности

  - Област 81 - Услуге одржавања објеката и околине
    - Грана 81.1 - Услуге одржавања објеката
      - 81.10 - Услуге одржавања објеката

    - Грана 81.2 - Услуге чишћења
      - 81.21 - Услуге редовног чишћења зграда
      - 81.22 - Услуге осталог чишћења зграда и опреме
      - 81.29 - Услуге осталог чишћења

    - Грана 81.3 - Услуге уређења и одржавања околине
      - 81.30 - Услуге уређења и одржавања околине

  - Област 82 - Канцеларијско-административне и друге помоћне пословне делатности
    - Грана 82.1 - Канцеларијско-административне и помоћне делатности
      - 82.11 - Комбиноване канцеларијско-административне услуге
      - 82.19 - Фотокопирање, припремање докумената и друга специјализована канцеларијска подршка

    - Грана 82.2 - Делатност позивних центара
      - 82.20 - Делатност позивних центара

    - Грана 82.3 - Организовање састанака и сајмова
      - 82.30 - Организовање састанака и сајмова

    - Грана 82.9 - Пословне, помоћне, услужне и остале делатности
      - 82.91 - Делатност агенција за наплату потраживања и кредитних бироа
      - 82.92 - Услуге паковања
      - 82.99 - Остале услужне активности подршке пословању

### Државна управа и одбрана; Обавезно социјално осигурање
- Сектор O - Државна управа и одбрана; Обавезно социјално осигурање
  - Област 84 - Јавна управа и одбрана; обавезно социјално осигурање
    - Грана 84.1 - Државна управа, економска и социјална политика
      - 84.11 - Делатност државних органа
      - 84.12 - Уређивање делатности субјеката који пружају здравствену заштиту, услуге у образовању и култури и друге друштвене услуге, осим обавезног социјалног осигурања
      - 84.13 - Уређење пословања и допринос успешнијем пословању у области економије

    - Грана 84.2 - Помоћне активности за функционисање државе
      - 84.21 - Спољни послови
      - 84.22 - Послови одбране
      - 84.23 - Судске и правосудне делатности
      - 84.24 - Обезбеђивање јавног реда и безбедности
      - 84.25 - Делатност ватрогасних јединица

    - Грана 84.3 - Обавезно социјално осигурање
      - 84.30 - Обавезно социјално осигурање

### Образовање
- Сектор P - Образовање
  - Област 85 - Образовање
    - Грана 85.1 - Предшколско образовање
      - 85.10 - Предшколско образовање

    - Грана 85.2 - Основно образовање
      - 85.20 - Основно образовање

    - Грана 85.3 - Средње образовање
      - 85.31 - Средње опште образовање
      - 85.32 - Средње стручно образовање

    - Грана 85.4 - Високо образовање
      - 85.41 - Образовање после средњег које није високо
      - 85.42 - Високо образовање

    - Грана 85.5 - Остало образовање
      - 85.51 - Спортско и рекреативно образовање
      - 85.52 - Уметничко образовање
      - 85.53 - Делатност школа за возаче
      - 85.59 - Остало образовање

    - Грана 85.6 - Помоћне образовне делатности
      - 85.60 - Помоћне образовне делатности

### Здравствена и социјална заштита
- Сектор Q - Здравствена и социјална заштита
  - Област 86 - Здравствене делатности
    - Грана 86.1 - Делатност болница
      - 86.10 - Делатност болница

    - Грана 86.2 - Медицинска и стоматолошка пракса
      - 86.21 - Општа медицинска пракса
      - 86.22 - Специјалистичка медицинска пракса
      - 86.23 - Стоматолошка пракса

    - Грана 86.9 - Остала здравствена заштита
      - 86.90 - Остала здравствена заштита

  - Област 87 - Социјална заштита са смештајем
    - Грана 87.1 - Делатности смештајних установа с медицинском негом
      - 87.10 - Делатности смештајних установа с медицинском негом

    - Грана 87.2 - Социјално старање у смештајним установама за лица с тешкоћама у развоју, душевно оболеле особе и особе с болестима зависности
      - 87.20 - Социјално старање у смештајним установама за лица с тешкоћама у развоју, душевно оболеле особе и особе с болестима зависности

    - Грана 87.3 - Рад установа за стара лица и лица с посебним потребама
      - 87.30 - Рад установа за стара лица и лица с посебним потребама

    - Грана 87.9 - Остали облици социјалне заштите са смештајем
      - 87.90 - Остали облици социјалне заштите са смештајем

  - Област 88 - Социјална заштита без смештаја
    - Грана 88.1 - Социјална заштита без смештаја за стара лица и лица с посебним потребама
      - 88.10 - Социјална заштита без смештаја за стара лица и лица с посебним потребама

    - Грана 88.9 - Остала социјална заштита без смештаја
      - 88.91 - Делатност дневне бриге о деци
      - 88.99 - Остала непоменута социјална заштита без смештаја

### Уметност; Забава и рекреација
- Сектор R - Уметност; Забава и рекреација
  - Област 90 - Стваралачке, уметничке и забавне делатности
    - Грана 90.0 - Стваралачке, уметничке и забавне делатности
      - 90.01 - Извођачка уметност
      - 90.02 - Друге уметничке делатности у оквиру извођачке уметности
      - 90.03 - Уметничко стваралаштво
      - 90.04 - Рад уметничких установа

  - Област 91 - Делатност библиотека, архива, музеја галерија и збирки и остале културне делатности
    - Грана 91.0 - Рад библиотека, архива, музеја, галерија и збирки, завода за заштиту споменика културе и остале културне делатности
      - 91.01 - Делатности библиотека и архива
      - 91.02 - Делатност музеја галерија и збирки
      - 91.03 - Заштита и одржавање непокретних културних добара, културно-историјских локација, зграда и сличних туристичких споменика
      - 91.04 - Делатност ботаничких и зоолошких вртова и заштита природних вредности

  - Област 92 - Коцкање и клађење
    - Грана 92.0 - Коцкање и клађење
      - 92.00 - Коцкање и клађење

  - Област 93 - Спортске, забавне и рекреативне делатности
    - Грана 93.1 - Спортске делатности
      - 93.11 - Делатност спортских објеката
      - 93.12 - Делатност спортских клубова
      - 93.13 - Делатност фитнес клубова
      - 93.19 - Остале спортске делатности

    - Грана 93.2 - Остале забавне и рекреативне делатности
      - 93.21 - Делатност забавних и тематских паркова
      - 93.29 - Остале забавне и рекреативне делатности

### Остале услужне делатности
- Сектор S - Остале услужне делатности
  - Област 94 - Делатности удружења
    - Грана 94.1 - Делатност пословних и професионалних организација и послодаваца
      - 94.11 - Делатности пословних удружења и удружења послодаваца
      - 94.12 - Делатности струковних удружења

    - Грана 94.2 - Делатност синдиката
      - 94.20 - Делатност синдиката

    - Грана 94.9 - Делатност осталих организација на бази учлањења
      - 94.91 - Делатност верских организација
      - 94.92 - Делатност политичких организација
      - 94.99 - Делатност осталих организација на бази учлањења

  - Област 95 - Поправка рачунара и предмета за личну употребу и употребу у домаћинству
    - Грана 95.1 - Поправка рачунара и комуникационе опреме
      - 95.11 - Поправка рачунара и периферне опреме
      - 95.12 - Поправка комуникационе опреме

    - Грана 95.2 - Поправка предмета за личну употребу и употребу у домаћинству
      - 95.21 - Поправка електронских апарата за широку употребу
      - .22 - Поправка апарата за домаћинство и кућне и баштенске опреме
      - 95.23 - Поправка обуће и предмета од коже
      - 95.24 - Одржавање и поправка намештаја
      - 95.25 - Поправка сатова и накита
      - 95.29 - Поправка осталих личних предмета и предмета за домаћинство

  - Област 96 - Остале личне услужне делатности
    - Грана 96.0 - Остале личне услужне делатности
      - 96.01 - Прање и хемијско чишћење текстилних и крзнених производа
      - 96.02 - Делатност фризерских и козметичких салона
      - 96.03 - Погребне и сродне делатности
      - 96.04 - Делатност неге и одржавања тела
      - 96.09 - Остале непоменуте личне услужне делатности

### Делатност домаћинстава као послодавца; Делатност домаћинстава која производе робу и услуге за сопствене потребе
- Сектор T - Делатност домаћинстава као послодавца; Делатност домаћинстава која производе робу и услуге за сопствене потребе
  - Област 97 - Делатност домаћинстава која запошљавају послугу
    - Грана 97.0 - Делатност домаћинстава која запошљавају послугу
      - 97.00 Делатност домаћинстава која запошљавају послугу

  - Област 98 - Делатност домаћинстава која производе робу и услуге за сопствене потребе
    - Грана 98.1 - Делатност домаћинстава која производе робу за сопствене потребе
      - 98.10 - Делатност домаћинстава која производе робу за сопствене потребе

    - Грана 98.2 - Делатност домаћинстава која обезбеђују услуге за сопствене потребе
      - 98.20 - Делатност домаћинстава која обезбеђују услуге за сопствене потребе

### Делатност екстериторијалних организација и тела
- Сектор U - Делатност екстериторијалних организација и тела
  - Област 99 - Делатност екстериторијалних организација и тела
    - Грана 99.0 - Делатност екстериторијалних организација и тела
      - 99.00- Делатност екстериторијалних организација и тела